# 헬레네 아델하이트 빅토리아 마리 폰 슐레스비히홀슈타인존더부르크글뤽스부르크

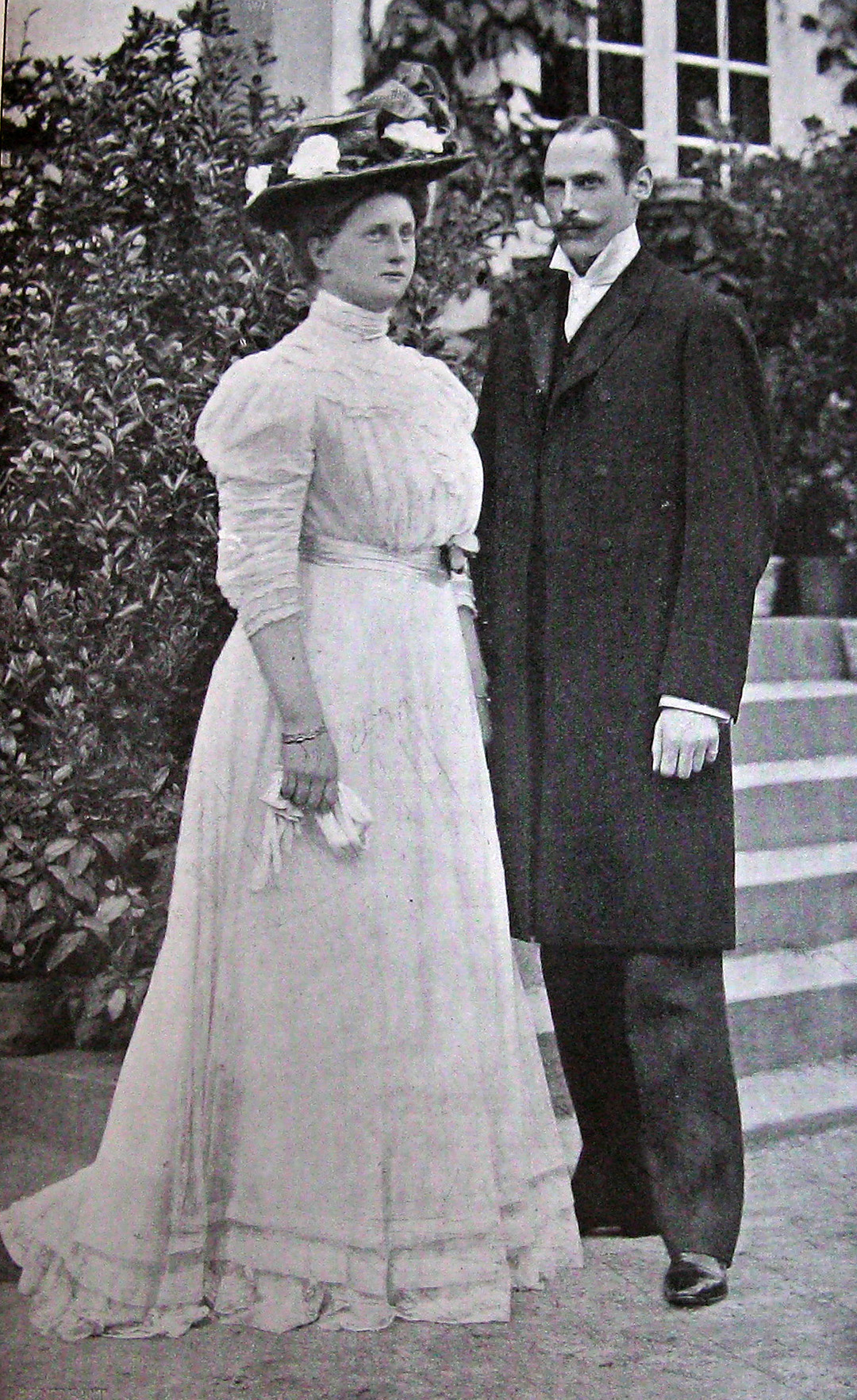
헬레네와 하랄 부부 (1909년)

헬레네 아델하이트 빅토리아 마리 폰 슐레스비히홀슈타인존더부르크글뤽스부르크(독일어: Helene Adelheid Viktoria Marie von Schleswig-Holstein-Sonderburg-Glücksburg, 1888년 6월 1일 ~ 1963년 5월 30일)는 덴마크의 공주이다.
1909년 4월 28일에 덴마크의 프레데리크 8세 국왕의 아들인 하랄(Harald)과 결혼했으며 슬하에 5명의 자녀를 두었다. 이 사건으로 인해종전과 함께 덴마크에서 추방당했지만 1947년에 덴마크로 귀환하는 것이 허용되었다.